# Appendicula micrantha
Appendicula micrantha är en orkidéart som beskrevs av John Lindley. Appendicula micrantha ingår i släktet Appendicula och familjen orkidéer.
Artens utbredningsområde är Filippinerna. Inga underarter finns listade i Catalogue of Life.